# Фраїне
Фраїне (італ. Fraine) — муніципалітет в Італії, у регіоні Абруццо, провінція К'єті.
Фраїне розташоване на відстані близько 170 км на схід від Рима, 105 км на південний схід від Л'Аквіли, 55 км на південний схід від К'єті.
Населення — 344 особи (2014).

## Демографія
Населення за роками:

Станом на 1 січня 2023 року в муніципалітеті офіційно проживали 4 іноземці з 3 країн, серед них 1 громадянин країн Євросоюзу.

## Сусідні муніципалітети
- Карункьо
- Кастільйоне-Мессер-Марино
- Роккаспінальветі